# Port lotniczy Zatoka Perska
Port lotniczy Zatoka Perska (IATA: PGU, ICAO: OIBP) – port lotniczy położony w Asaluyeh, w ostanie Buszehr, w Iranie.